# Калініно (Ілішевський район)
Калі́ніно (рос. Калинино, башк. Калинин) — присілок у складі Ілішевського району Башкортостану, Росія. Входить до складу Аккузевської сільської ради.
Населення — 38 осіб (2010; 61 у 2002).
Національний склад:
- башкири — 100 %